# Смирнов, Борис Филиппович
Борис Филиппович Смирнов — советский хозяйственный, государственный и политический деятель.

## Биография
Член ВКП(б).
Выпускник Ивановского государственного энергетического университета. С 1937 года — на хозяйственной, общественной и политической работе. В 1937—1970 гг. — на хозяйственной работе в Ивановской области, председатель Ивановского городского исполнительного комитета, начальник строительства канала Волга-Уводь, заместитель директора Ивановского текстильно-машиностроительного завода.
Избирался депутатом Верховного Совета РСФСР 3-го созыва.

## Сочинения
- Смирнов, Борис Филиппович. Город текстильщиков [Текст] / Б. Ф. Смирнов, Ю. Ф. Глебов. — Иваново : Кн. изд-во, 1955. — 72 с. : ил.; 21 см.